# Solec-Zdrój
Solec-Zdrój is een dorp in de Poolse woiwodschap Święty Krzyż. De plaats maakt deel uit van de gemeente Solec-Zdrój en telt ca. 900 inwoners.